# Jefferson Township (Dubuque County, Iowa)
Die Jefferson Township ist eine von 17 Townships im Dubuque County im Osten des US-amerikanischen Bundesstaates Iowa.

## Geografie
Die Jefferson Township liegt im Osten von Iowa rund 20 km nordwestlich von Dubuque, dem am Iowa von Wisconsin und Illinois trennenden Mississippi gelegenen Zentrum der Region.
Die Jefferson Township liegt auf 42°36′27″ nördlicher Breite und 90°50′43″ westlicher Länge und erstreckt sich über 112,6 km², die sich auf 110,3 km² Land- und 2,3 km² Wasserfläche verteilen.
Die Iowa Township grenzt innerhalb des Dubuque County im Osten an die Peru Township, im Südosten an die Dubuque Township, im Süden an die Center Township, im Südwesten an die Iowa Township und im Westen an die Concord Township. Im äußersten Nordwestzipfel grenzt die Township an das Clayton County. Die nördliche Grenze der Jefferson Township wird vom Mississippi gebildet, auf dessen gegenüber liegenden Ufer sich das Grant County in Wisconsin befindet.

## Verkehr
Durch die Jefferson Township verläuft parallel zum Mississippi der den Iowa-Abschnitt der Great River Road bildende U.S. Highway 52, der auf diesem Abschnitt mit dem Iowa Highway 3 deckungsgleich ist. Alle weiteren Straßen innerhalb der Township sind teilweise unbefestigte County Roads und weiter untergeordnete Straßen.
Durch die Jefferson Township führt eine am Westufer des Mississippi verlaufende Bahnlinie der Canadian Pacific Railway.
Der nächstgelegene Flughafen ist der rund 35 km südwestlich gelegene Dubuque Regional Airport.

## Bevölkerung
Bei der Volkszählung im Jahr 2010 hatte die Township 1278 Einwohner. Innerhalb der Jefferson Township gibt es drei selbstständige Gemeinden, die sämtlich über den Status „City“ verfügen:
- Balltown
- Rickardsville
- Sherrill